# レゼーニョ
レゼーニョ（伊: Lesegno）は、イタリア共和国ピエモンテ州クーネオ県にある、人口約800人の基礎自治体（コムーネ）。

## 地理

### 位置・広がり

#### 隣接コムーネ
隣接するコムーネは以下の通り。
- カステッリーノ・ターナロ
- チェーヴァ
- モンバジーリオ
- ニエッラ・ターナロ
- サン・ミケーレ・モンドヴィ

#### 地震分類
イタリアの地震リスク階級 (it) では、4 
に分類される。